# Slizounek Blanchardův
Slizounek Blanchardův (Neoclinus blanchardi) je druh slizounkovité ryby. Žije v Tichém oceánu podél pobřeží Severní Ameriky (Kalifornský poloostrov) v hloubce 3 až 60 metrů. Dorůstá do délky 30 centimetrů. Při lovu dokáže roztáhnout čelist do velké šířky, což z ní dělá dobrého lovce. Své území si dokáže chránit s velkou agresí. V boji o teritorium se dvě bojující ryby přetlačují svými tlamami. Jedinec s větší čelistí tak získává v souboji výhodu. Má převážně hnědou barvu a přebývá v malých uzavřených prostorech, jako jsou skalní rozsedliny. Tak se chrání před predátory.